# Иосиф га-Коген
Иосиф га-Коген (Иосеф ха-Кохен 1496—1575) — итальянский еврейский врач и историк.

## Биография
Предки Иосифа га-Коген жили в Испании, но после изгнания евреев (1492) отец Иосифа переселился в южную Францию, в Авиньон. Иосиф родился там в 1496 году. Когда ему было пять лет, семья уехала в Геную (Италия), где оставалась до 1516 года. Изгнанные из этого города они отправились в Нови.
В Нови Иосиф занимался медицинской практикой до 1538 г., когда был изгнан и переселился в Геную. Вновь изгнанный в 1550 году, Иосиф поселился в небольшом городе Вольтаджо — по просьбе местных жителей, где практиковал до 1567 г. Когда евреи были изгнаны из области Генуи, он отправился в Костелетто (Монферрат), где был очень хорошо принят населением. В 1571 году вернулся в Геную и прожил там остатки своих дней. Приобрёл известность своими историческими работами, которые он переписывал и редактировал по несколько раз.
Умер около 1575 года в Генуе.

## Труды

### «История королей Франции и Оттоманской империи» (1554)
«Dibre ha-Jamim le Malke Zarfat we-Ottoman» («История королей Франции и Оттоманской империи») — общеисторическая работа, написанная в форме анналов; начиная с гибели Римской империи, она представляет смену мировых событий, как борьбу Азии с Европой, ислама с христианством. По истории евреев в этом труде данных мало.
«Dibre ha-Jamim» вышло впервые в Саббьонете (1554), затем в Амстердаме (1733); в львовском издании 1859 г. напечатаны введение Иосифа Коген-Цедека и биография Иосифа га-Коген, составленная С. Бонгардом.
Английский перевод Бялоблоцкого (Лондон, 1835—1836) полон ошибок.

### «Долина плача» (1575)
«Emek ha-Bacha» («Долина плача») — написано под влиянием С. Ускве, автора поэтического описания еврейского мартиролога. Это история страданий евреев от эпохи Крестовых походов до 1575 г. (дополнено неизвестным корректором до 1605 года). События, современные автору, как, например, жестокости Павла IV, описаны особенно ярко. Страдания евреев вызывают у него «то горестную жалобу, то крик негодования». Он предсказывает гонителям возмездие за обиды евреям. «Изгнания евреев из Франции и Испании, — говорит Иосиф, — побудили меня написать эту книгу. Пусть знают евреи, что сделали нам враги в своих землях, в своих дворцах и замках. Ибо вот придут дни…». При всем том автор соблюдает историческую объективность. В исторических событиях он усматривает перст Божий, и надежда на наступление лучших дней его не оставляет. Этой мессианской перспективой историк заканчивает книгу.
«Emek ha-Bacha» было издано в Вене (1852) с примечаниями М. Леттериса по тексту, составленному С. Д. Луццато на основании трёх рукописей (перепечат., Краков, 1896).
Добросовестный немецкий перевод, с примечаниями, указателями и приложениями М. Винера (Лейпциг, 1858) и французское издание Жюльена Ce (Julien Sée): «La vallée des pleurs» (Париж, 1881), в примечаниях к которому переводчиком приведены нееврейские источники.

### Переводы
Перевод сочинения Иоганна Бегайма «Omnes gentium leges et ritus» (1520) под заглавием «Sefer Maziw Gebulot Ammim».
Перевод сочинения Франсиско Лопеса де Гомара «La historia general de las Indias» («Всеобщая история Индий», 1552) имеется под двумя заглавиями: «Sefer ha-lndia» и «Sefer Fernando Kortes» или «Мегшико» (מיגשיצו, Мексика).
Перевод с испанского на еврейский язык медицинского сочинения примерно 1400 года Меира Альгуадеса под заглавием «Мекиц Нирдамим», с добавлением собственных правил о способах лечения (все эти переводы имеются в рукописях).

### Другие труды
Перу Иосифа га-Когена принадлежат:
- стихи, помещённые им в конце своих книг,
- сочинение «Peles ha-Schemoth» (1561),
- алфавитное перечисление еврейских имён существительных,
- письмовник.

Сохранились 78 писем из его переписки.